# Valeria Bufanu
Valeria Bufanu, po mężu Ștefănescu (ur. 7 października 1946 w Bacău) – rumuńska lekkoatletka, płotkarka, medalistka olimpijska.
Bufanu była najlepszą rumuńską płotkarką przełomu lat 60. i 70. Zdobyła pięciokrotnie tytuł mistrzyni kraju w biegu na 100 m przez płotki w latach 1967–1971. Ponadto zdobywała krajowe tytuły mistrzowskie w biegu na 400 m przez płotki (1969), w pięcioboju (1970) w biegu płaskim na 100 m (1970, 1971).
Największym osiągnięciem Bufanu na zawodach międzynarodowych był srebrny medal na Igrzyskach Olimpijskich w 1972 w Monachium w biegu na 100 m przez płotki. Na podium rozdzieliła dwie reprezentantki NRD – Annelie Ehrhardt i Karin Balzer. Rok później Bufanu zdobyła srebrny medal halowych mistrzostw Europy w biegu na 60 m przez płotki.